# جان فرانسوا ميليه
جان فرانسوا ميليه (بالفرنسية: Jean-François Millet)‏ (4 أكتوبر 1814 - 20 يناير 1875) كان رساما فرنسيا وأحد مؤسسي مدرسة باربيزون في ريف فرنسا. ويلاحظ الدخن لمشاهده من المزارعين الفلاحين. وقال انه مكن تصنيفها كجزء من حركة الفن الواقعية.

## تاريخ
ويعد فرانسوا ميليه حلقة الوصل بين الرومانسية والواقعية، عاش في قريه الباربيزون وكانت سببا في نسبته إلى مصورى هذه المدرسة.
دعم فرانسوا موهبته بنقل لوحات أساتذة الفن في اللوفر. كسب قوته من رسم صور المستحميات العاريات والراعيات. فضل في بداية أعماله استخدام الالوان القاتمة. اتجه تدريجيا إلى المناظر الريفية وانتقل إلى «باربيزون» ليتصل بمصوري الطبيعة. صور موضوعات من حياه الريف تعكس انفعالات الحزن والمشاعر الصافية.
من أهم أعمال جان فرانسوا ميليه :

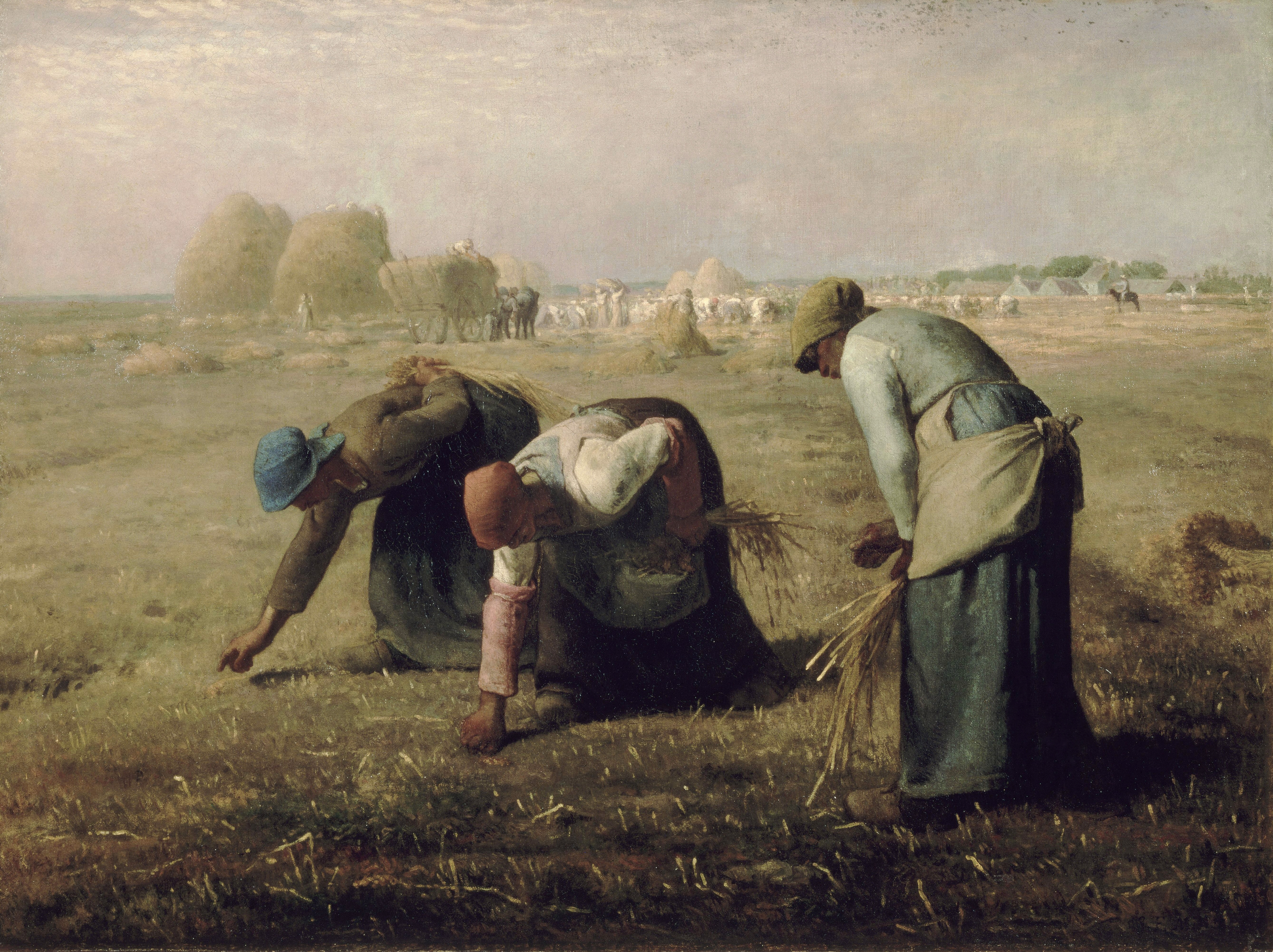
لوحه حاصدات السنابل 1875
مكان فسيح يصور جزء من حقل واسع لزراعة القمح، نجد في اماميه اللوحة ثلاث نساء.
اثنين منهم يقومون بجمع ما تبقى من في داخل الأرض من بقيه الحصاد، وواحده منهم ترتفع بقامتها قليلا عنهم.
و قد احدث الفنان هنا تضاد بين حركه الاثنين والاخرى.
كما نجد في الخلفيه اكوام القمح المحصوده وعربه وشخص يركب حصان.
صور فرانسوا ميليه اللوحة في مكانها الطبيعى في الحقل والجميع منهمكون في العمل، كما استخدم الضوء الكونى وهو ضوء الشمس. تبدو اللوحة ذاخره باللون الذهبى النابع من دفء الشمس وايضا لون سنابل القمح الذهبية.

## روابط خارجية
- جان فرانسوا ميليه على موقع الموسوعة البريطانية (الإنجليزية)
- جان فرانسوا ميليه على موقع ميوزك برينز (الإنجليزية)
- جان فرانسوا ميليه على موقع ديسكوغز (الإنجليزية)